# سورج بارجاتیا
سورج بارجاتیا (انگلیسی: Sooraj Barjatya؛ زادهٔ ۱۹۶۴ (۶۰–۶۱ سال)) کارگردان، فیلمنامه‌نویس و تهیه‌کننده اهل کشور هند است. وی از سال ۱۹۸۹ تا ۲۰۱۵، هفت فیلم را کارگردانی کرده‌است که از آن جمله می‌توان به فیلم سینمایی ازدواج و دوستت دارم...آقای هنرمند! اشاره نمود.

## جوایز
وی همچنین برنده جوایزی همچون جوایز فیلم‌فیر شده‌است.